# Минское еврейское кладбище
Еврейское кладбище — некрополь, существовавший в Минске с 1860-х до 1970-х годов.

## История
Первоначально большое еврейское кладбище располагалось на месте нынешнего стадиона «Динамо». Но в связи с расширением города захоронения начали переносить на окраину города в район улиц Перекопской (ныне Иерусалимская), Еврейской (ныне Коллекторная). Впрочем, застройка города быстро дошла и туда. Во время Великой Отечественной войны и немецкой оккупации Минска территория кладбища входила в состав Минского гетто. В 1990 г. уничтожены под новый сквер. В 2007 г. во время строительства трубопровода на ул. Иерусалимское были найдены памятники на кладбище. Ситуация повторилась в октябре 2019 г. В этот раз председатель Белорусского добровольного общества охраны памятников истории и культуры Антон Астапович попросил минскую городскую прокуратуру провести проверку, на что получил ответ заместителя прокурора, что земляные работы в том месте проводились в соответствии с законом, а Мингорисполком заявил о готовности повторно рассмотреть вопрос о придании территории кладбища статуса историко-культурной ценности. Сохранились лишь некоторые надгробия. Здесь же находятся памятники жертвам Минского гетто, которых сюда привозили из разных стран Европы, оккупированных нацистами.
На еврейском кладбище находилось минимум два захоронения лиц, вероятно убитых во время Курловского расстрела 1905 г.: Илья Исаакович Файнберг (делопроизводитель Либаво-Роменской железной дороги) и Абрам-Лейба Гур(е)вич. Оба захоронения перенесены на Чижовское кладбище.